# Copiapoa
Copiapoa Britton & Rose, 1922 è un genere di piante succulente appartenente alla famiglia Cactaceae, originario del deserto di Atacama, in Cile. È l'unico genere della tribù Copiapoeae Doweld, 2002.
Il nome deriva dalla città di Copiapó, nella regione cilena di Atacama.

## Descrizione

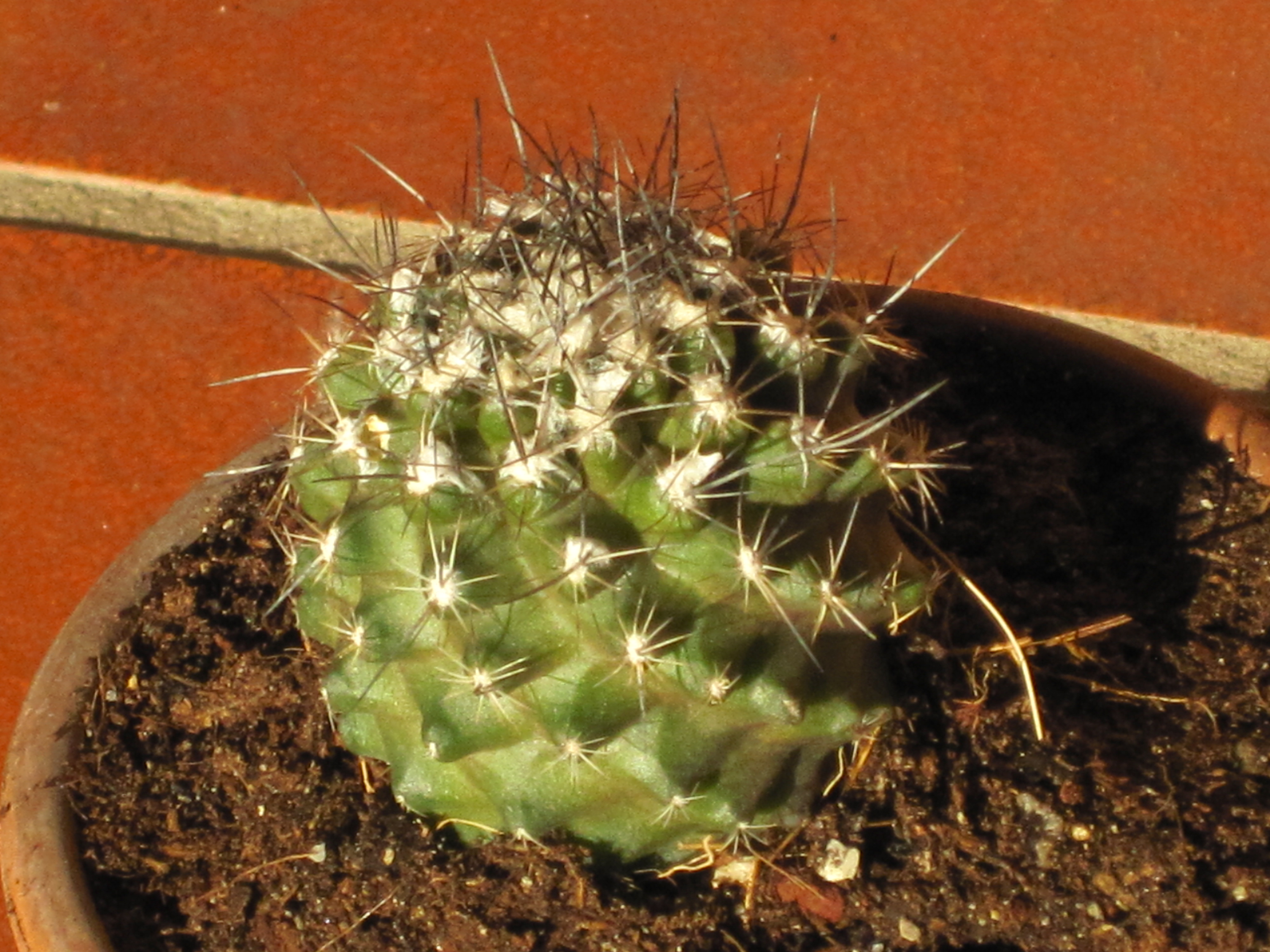
Copiapoa humilis var. tenuissima

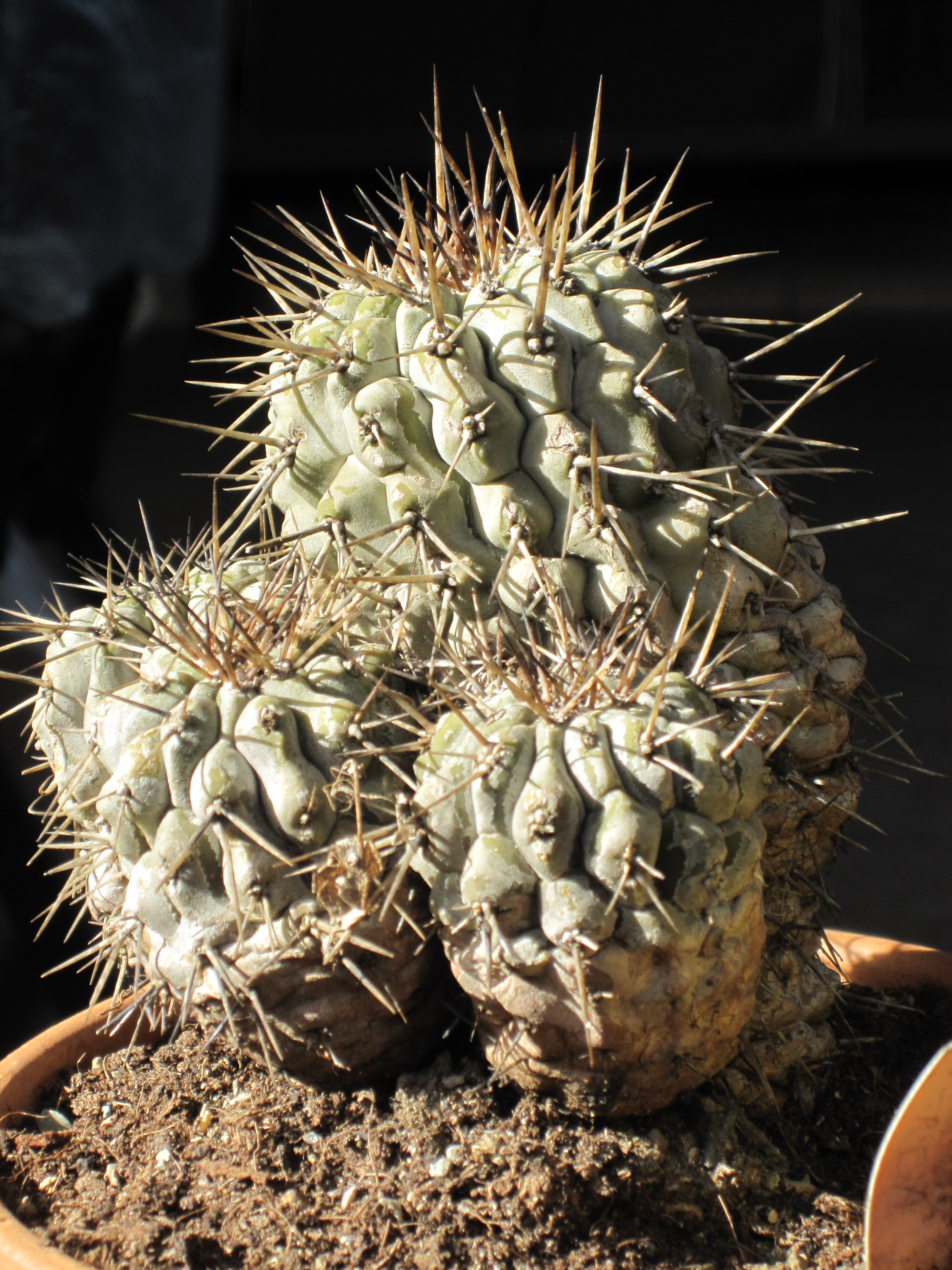
Copiapoa cinerea

Sono piante solitamente di aspetto globulare, che si presentano con un unico fusto o una crescita a cespuglio. Le dimensioni delle diverse specie variano dai 2 centimetri ai 3 metri, a seconda della specie considerata. Alla sommità del fusto, raggiunta la maturità e la fioritura, le piante sviluppano una lanosità caratteristica. I fiori sono piccoli, gialli, in alcune specie tendenti al rosato-rosso, emessi all'apice. L'ovario è glabro, tranne in una specie, Copiapoa solaris, in cui è presente peluria. I semi sono minuti, neri, di dimensioni simili a quelli di altri generi della famiglia. 
La spinagione, il portamento e il colore dell'epidermide sono estremamente variabili all'interno del genere.

## Distribuzione e habitat
Il genere è endemico del Cile. Il suo areale si estende da Tocopilla (a nord) a Coquimbo (a sud), seguendo la linea costiera del deserto, con una distribuzione influenzata pesantemente dalla presenza delle nebbie costiere tipiche della zona. Le piante crescono dal livello del mare sino all'altezza massima di 1.000 metri.

## Ecologia
Le piante del genere Copiapoa crescono in una zona di deserto estremo, considerando il loro habitat sotto il profilo della piovosità. L'escursione termica invece si mantiene contenuta a causa della grande oceanicità della zona costiera cilena presa in considerazione. Una influenza rilevante sul bilancio idrico della pianta è fornita dalla captazione dell'umidità delle nebbie costiere.
Talvolta le specie più piccole sono predate dai guanachi, ma anche le specie più grandi e robuste possono sperimentare i morsi di questi animali durante la siccità.
 I semi di molte specie sembrano essere appetiti dalle formiche.

## Tassonomia
Il genere fu istituito da Britton & Rose nel 1922 per racchiudere alcune specie cilene del precedente genere Echinocactus. Nel 1961 Friedrich Ritter istituì il genere Pilocopiapoa, per la nuova specie Pilocopiapoa solaris. Tale genere nel 1980 fu ricondotto dall'autore stesso al vecchio genere Copiapoa.
Il genere comprende le seguenti specie:
- Copiapoa ahremephiana N.P.Taylor & G.J.Charles
- Copiapoa algarrobensis Katt.
- Copiapoa angustiflora Helmut Walter, G.J.Charles & Mächler
- Copiapoa aphanes Mächler & Helmut Walter
- Copiapoa armata (F.Ritter) Helmut Walter & Larridon
- Copiapoa atacamensis Middled.
- Copiapoa australis (Hoxey) Helmut Walter & Larridon
- Copiapoa calderana F.Ritter
- Copiapoa cinerascens (Salm-Dyck) Britton & Rose
- Copiapoa cinerea (Phil.) Britton & Rose
- Copiapoa coquimbana (Karw. ex Rümpler) Britton & Rose
- Copiapoa corralensis I.Schaub & Keim
- Copiapoa decorticans N.P.Taylor & G.J.Charles
- Copiapoa desertorum F.Ritter
- Copiapoa echinoides (Lem. ex Salm-Dyck) Britton & Rose
- Copiapoa esmeraldana F.Ritter
- Copiapoa fiedleriana (K.Schum.) Backeb.
- Copiapoa fusca I.Schaub & Keim
- Copiapoa gigantea Backeb.
- Copiapoa grandiflora F.Ritter
- Copiapoa humilis (Phil.) Hutchison
- Copiapoa hypogaea F.Ritter
- Copiapoa laui Diers
- Copiapoa leonensis I.Schaub & Keim
- Copiapoa longispina F.Ritter
- Copiapoa longistaminea F.Ritter
- Copiapoa malletiana (Cels ex Salm-Dyck) Backeb.
- Copiapoa marginata (Salm-Dyck) Britton & Rose
- Copiapoa megarhiza Britton & Rose
- Copiapoa mollicula F.Ritter
- Copiapoa montana F.Ritter
- Copiapoa pendulina F.Ritter
- Copiapoa rupestris F.Ritter
- Copiapoa schulziana I.Schaub & Keim
- Copiapoa × scopa Doweld
- Copiapoa serpentisulcata F.Ritter
- Copiapoa solaris (F.Ritter) F.Ritter
- Copiapoa taltalensis (Werderm.) Looser